# Davor Šuker
Davor Šuker, född 1 januari 1968 i Osijek, Jugoslavien (nuvarande Kroatien), är en kroatisk (och tidigare jugoslavisk) före detta fotbollsspelare.

## Fotbollskarriär
Šuker bidrog stort till att Kroatien under den andra hälften av 1990-talet nådde den absoluta världstoppen i fotboll. Han deltog redan 1990 med i VM, men utan att spela och då representerade han Jugoslavien. Kroatien tog sig till sitt första stora mästerskap i EM 1996 och då fick Šuker spela. Han hjälpte sitt lag till kvartsfinal där det blev en uddamålsförlust mot blivande Europamästarna Tyskland med 1–2. 
Under VM 1998 storspelade Šuker och var nationens hjälte då han var nära att föra Kroatien till VM-final, men fick som tröst en bronsmedalj men även äran att få titulera sig som hela världsmästerskapets skyttekung, med sex gjorda mål. Šuker deltog även fyra år senare i VM 2002, men hans stjärna hade då redan börjat att dala och spelade bara en match (där han dessutom byttes ut). Efter tiden i Real Madrid bytte Šuker klubbar flera gånger utan att lyckas fullt ut. 35 år gammal lade han skorna på hyllan. Šukers sista klubb blev TSV 1860 München.

## Meriter

### Landslag

#### Jugoslavien
- U20-VM 1987: Guld
- VM 1990: Kvartsfinal
- U21-EM 1990: Silver

#### Kroatien
- VM 1998: Brons
- EM 1996: Kvartsfinal
- VM 2002: Gruppspel
- 68 A-landskamper: 45 mål

### Klubblag

#### Real Madrid
- La Liga: 1996/1997
- Spanska supercupen: 1996/1997
- UEFA Champions League: 1997/1998
- Interkontinentala cupen: 1998
- 86 matcher, 38 mål
- Skyttekung: 1996/1997

#### Arsenal FC
- UEFA-cupen 1999/2000: Silver
- 22 matcher, 8 mål

### Individuella utmärkelser
- U21-EM 1990: Golden Player of the Tournament
- fotbolls-VM Adidas Silver Ball 1998
- fotbolls-VM Adidas Golden Shoe 1998
- Skyttekung i Jugoslaviska högsta ligan: 1989-90
- UEFA Euro 1996 Turneringens lag
- Ballon d'Or: 2:a plats 1998
- FIFA World Player of the Year: 3:e plats 1998
- Årets fotbollsspelare i Kroatien: 1992, 1994, 1995, 1996, 1997, 1998
- Franjo Bučar State Award for Sport 1998
- Årets Idrottsman Kroatien: 1998
- World Soccer 100 Bästa Spelare under 2000-talet: 1999
- FIFA 100